# Dirty Projectors
Dirty Projectors – pochodząca z Brooklynu grupa muzyczna, w skład której wchodzą: de facto lider David Longstreth (wokal, gitara), Amber Coffman (gitara, wokal), Haley Dekle (wokal), Nat Baldwin (bas), Olga Bell (wokal, keyboard) oraz Michael Johnson (perkusja). Ich twórczość jest najczęściej klasyfikowana jako indie albo eksperymentalny rock. Zespół wydał jak dotąd siedem albumów studyjnych, z czego ostatni, Swing Lo Magellan, ukazał się 10 lipca 2012 roku.

## Dyskografia

### Albumy
- The Glad Fact (2003)
- Morning Better Last! (2003)
- Slaves' Graves and Ballads (2004)
- The Getty Address (2005)
- Highlights from the Getty Address (2006)
- New Attitude EP (2006)
- Rise Above (2007)
- Bitte Orca (2009)
- Ascending Melody (2010)
- Mount Wittenberg Orca (z Björk) (w 2010 wydanie internetowe; w 2011 nakładem Domino Records wydanie fizyczne)
- Swing Lo Magellan (10 lipca 2012)[1]

### Minialbumy
- New Attitude (2006)
- Temecula Sunrise (2009)